# Francisco Rebollo López
Francisco Rebollo López (5 de agosto de 1938-24 de junio de 2025) fue un juez asociado del Tribunal Supremo de Puerto Rico.

## Carrera profesional
Rebollo recibió su grado en Leyes de la Universidad de Puerto Rico en 1963. Luego sirvió en varias cortes de la isla hasta que el gobernador Carlos Romero Barceló lo nombra en 1982 al Tribunal Supremo.
En su momento él fue el juez con más años de servicio en la corte, por lo que tuvo la facultad de servir como Juez Presidente interino durante el tiempo que la silla de Juez Presidente estuviese vacante.
La perspectiva partidista del Hon. Francisco Rebollo está asociada al Partido Nuevo Progresista. No obstante, el Hon. Francisco Rebollo generalmente ha sido descrito como un juez imparcial en lo tocante a la esfera pública y, consecuentemente, no atado excesivamente a la política partidista.
Se retiró del Tribunal Supremo en julio de 2008 al alcanzar la edad de 70 años, dispuesta en la Constitución para el retiro de los jueces.